# Football club Max Mokey Étanchéité
Maillots
Le FC MK Etanchéité est un club congolais de football basé à Kinshasa.

## Histoire

### Sponsors et équipement
| Tous les sponsors du club depuis sa création | Tous les sponsors du club depuis sa création | Tous les sponsors du club depuis sa création |
| Période                                      | Équipementier                                | Sponsor principal                            |
| -------------------------------------------- | -------------------------------------------- | -------------------------------------------- |
| 2005-2011                                    | Erreà                                        | Aucun sponsor                                |
| 2011                                         | Erreà                                        | Samsung                                      |
| 2011-2015                                    | Erreà                                        |                                              |
| 2015-2016                                    | Erreà                                        | BCDC                                         |
| 2016-2020                                    | Erreà                                        | Aucun sponsor                                |
| 2020-                                        | Cvetex,                                      | Aucun sponsor                                |

## Palmarès
- Coupe du Congo
  - Vainqueur : 2013, 2014[5],[6],[7]

### Participation en compétitions de la CAF
| Année | Compétition               | Tour              | Adversaire      | Domicile | Extérieur | Cumulé          |
| ----- | ------------------------- | ----------------- | --------------- | -------- | --------- | --------------- |
| 2014  | Coupe de la confédération | Premier tour      | Al-Ahli Atbara  | 0-0      | 1-1       | 1-1 (e)         |
| 2014  | Coupe de la confédération | Deuxième tour     | Ismaily SC      | 0-0      | 0-0       | 0-0 (3-4 t.a.b) |
| 2015  | Coupe de la confédération | Tour préliminaire | Étoile du Congo | 1-1      | 2-1       | 3-2             |
| 2015  | Coupe de la confédération | Premier tour      | Al Ahly Shendi  | 5-1      | 1-2       | 6-3             |
| 2015  | Coupe de la confédération | Deuxième tour     | Warri Wolves    | 0-1      | 1-2       | 1-3             |

## Personnalités historique du club

### Anciens joueurs
- 2008-2011  Chancel Mbemba
- 2009-2010  Junior Kabananga
- 2007-2010  Patrick Etshimi
- 2010  Pierre Botayi
- 2013  Landu Bakala
- 2015  Kadima Kabangu

### Entraîneurs
- 2009 :  José Mundele
- 2009-2010 :  Zico Kiadivila
- 2013 :  Jacques Kingambo
- 2013-2015 :  Bruno Bla[8]
- 2015 :  Fanfan Epoma[9]
- 2015-2016 :  Guillaume Ilunga[10]
- 2016-2017 :  Diego Romano[11],[12]
- 2020 :  Guillaume Ilunga